# Orthogonius emarginatus
Orthogonius emarginatus – gatunek chrząszcza z rodziny biegaczowatych i podrodziny Orthogoniinae.

## Taksonomia
Gatunek ten opisali w 2007 roku Ming-yi Tian oraz Thierry Deuve. Holotypem jest samiec odłowiony w 2005 roku. Nazwa gatunkowa pochodzi od charakterystycznego obrzeżenia na goleniach.

## Opis
Biegaczowaty ten osiąga od 15 mm długości i 6 mm szerokości ciała. Ciało tęgie, znacząco błyszczące, czarne. Odnóża, czułki, głaszczki i spód ciała rudo-ciemnobrązowe. Głowa bez rowków, za to gęsto punktowana z wyjątkiem środkowej części ciemienia i podstawy szyi. Oczy bardzo duże, wyłupiaste. Labrum o sześciu szczecinkach. Przedplecze 1,66 razy szersze niż długie o przednich i tylnych kątach zaokrąglonych. Pokrywy podłużne, o równoległych bokach w części środkowej, powierzchni raczej płaskiej, rzędach cienkich i głębokich, a międzyrzędach nieco wypukłych i bruzdkowanych w podstawowej połowie z wyjątkiem międzyrzędu 7. Środkowe golenie w zewnętrznej części wierzchołkowej obrzeżone.

## Występowanie
Gatunek ten znany jest wyłącznie z Singapuru.